# البطولات الفرنسية 1952 (كرة مضرب)
قائمة البطولات الفرنسية لعام 1952 (المعروفة الآن باسم دورة رولان غاروس) :

## الكبار

### فردي رجال
ياروسلاف دروبوني هزم  فرانك سيدجمان، النتيجة:6-2 6-0 3-6 6-4

### فردي سيدات
دوريس هارت هزمت  شيرلي فراي، النتيجة:6-4 6-4